# Semiothisa salsa
Semiothisa salsa là một loài bướm đêm trong họ Geometridae.